# جعفر محمد علي بخيت
مؤرخ ومنظر سياسي وإداري سوداني 1930-1976، كان استاذاً جامعياً قبل انقلاب مايو 1969، بعد انقلاب هاشم العطا عام 1971 صعد نجمه حيث تولى منصب وزير الحكم المحلي خلفا لأبو القاسم محمد إبراهيم. وضع مسودة دستور مايو الأول والتي أدت إلى التحول من النظام البرلماني نحو النظام الجمهوري وكان مفكر نظام مايو البارز ونظام الحزب الواحد الاتحاد الاشتراكي السوداني تحت قيادة جعفر نميري.
يعتبر كتابه (الإدارة البريطانية والحركة الوطنية السودانية 1919-1939) من المراجع الأساسية عن تاريخ السودان، والكتاب مختصر من بحثه لنيل درجة الدكتوراه حول نظم الإدارة الحكومية والأصول الفكرية للوطنية السودانية تجد إشارات كثيرة عنه في كتب مؤرخين ومفكرين اخرين مثل محمد أبو القاسم حاج حمد وجمال محمد أحمد ومنصور خالد.
كانت وفاته في العام 1976 لديه الكثير من المساهمات الفكرية والاكاديمية حول الفدرالية والحكم المحلي ومشكلة السلطة والسياسة في السودان .